# Viromandui

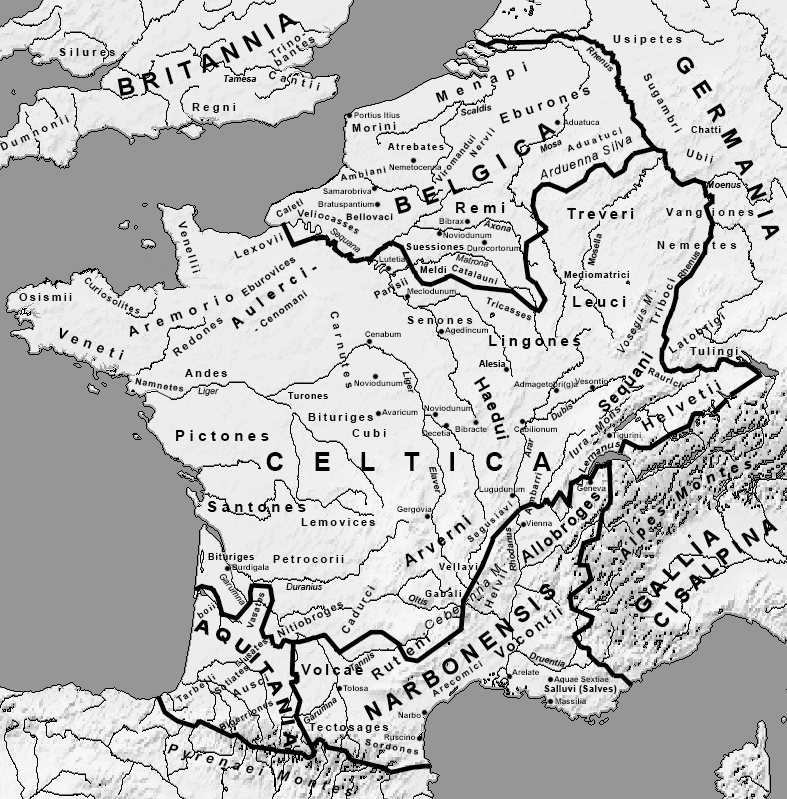
Gallië rond 54 v.Chr., met het gebied van de Viromandui aangegeven

De Viromandui waren een stam in Gallia Belgica, het noorden van Gallië.
Volgens de Commentarii de Bello Gallico van Julius Caesar woonden ze ongeveer in het gebied van het huidige departement Aisne in Picardië.
Hun belangrijkste vesting was op de plaats van het huidige dorp Vermand; nadat Caesar ze in 57 v.Chr. inlijfde in het Romeinse Rijk werd hun belangrijkste vesting Noviomagus Veromanduorum (ook Noviomagus Viromanduensis), het hedendaagse Noyon, en hun belangrijkste stad Augusta Viromanduorum, het huidige Saint Quentin. Verschillende heerwegen uit die tijd zijn nog in gebruik.
De streek (pagus) van de Viromandui bleef hun naam dragen: de Vermandois.
Gallia Cisalpina:
Anares · Beluni · Boii · Carni · Caturiges · Cenomani · Ceutrones · Insubres · Lepontii · Libici · Lingones · Nerusi · Salassi · Segusani · Suetri · Taurini · Vedianti

Gallia Transalpina:
Aedui · Albici · Allobroges · Ambarri · Ambiani · Andecavi · Arecomici · Atrebati · Aulerci Cenomani · Aulerci Diablintes · Aulerci Eburovices · Arverni · Baiocasses · Bellovaci · Bituriges Cubi · Bituriges Vivisci · Cadurci · Caleti · Carnutes · Catalauni · Caturiges · Cavares · Cenomani · Centrones · Cetrones · Commoni · Condrusi · Coriosolitae · Durocasses · Eciates · Eleuteti · Gabali · Garocelli · Geidumni · Grudii · Helvetii · Helvii · Lemovices · Leuci · Levaci · Lexovii · Lingones · Mandubii · Mediomatrici · Medulli · Menapii · Morini · Namnetes · Nantuates · Nerviërs · Nitiobriges · Osismii · Parisii · Petrocorii · Pictones · Pleumoxii · Redones · Remi · Ruteni · Salluviërs · Santones · Segni · Segovellauni · Segusiavi · Senones · Sequani · Silvanectes · Sordones · Suessiones · Tectosages · Tigurini ·  Tougener · Treveri · Tricasses · Tricastini · Turones ·  Veliocasses · Vellavi · Venelli · Veneti · Viducasses · Viromandui · Vocontii · Volcae Arecomici · Volcae Tectosages · Vivisci